# نياغاوا (أوساكا)
مدينة نياغاوا (بالإنجليزية: Neyagawa) هي أحد المدن التابعة لمحافظة أوساكا. تأسست رسميًا في 03/05/1951. ويقدر عدد سكانها بـ 239029 نسمة حسب تقدير مكتب الإحصاء الياباني لعام 2012. تبلغ مساحة نياغاوا 24.73 كم2. بكثافة سكانية تبلغ 9666 نسمة/كم2.

## توأمة
لنياغاوا (أوساكا) اتفاقيات توأمة مع كل من:
- شانغهاي
- Huangpu, Shanghai [الإنجليزية]‏

## أعلام
- هيروشي أوساكا
- يوري ناكامورا
- يوشينوبو ماتسوكا
- كوجي أوهارا
- ريو تادوكورو